# Dígocho eu
Dígocho eu (lit. ‘T'ho dic jo’) és un projecte de la CRTVG que treballa per millorar la competència en gallec.

## Trajectòria
Va començar el seu camí el gener de 2020. El seu equip està format per Carlos F. Amado (coordinador de continguts informàtics digitals) i Esther Estévez (presentadora), fent servir l'humor com a recurs.

## Premis i nominacions
L'any 2021 va rebre un Premi Cultura Gallega en la categoria de Llengua.

### Premis Mestre Mateo
El 19 de març de 2022 va rebre els Premi Mestre Mateo al millor programa de televisió a la 20a edició dels premis, i la presentadora Esther Estévez va guanyar el premi a la millor comunicadora.
| Any  | Categoria                    | Programa   | resultat  |
| ---- | ---------------------------- | ---------- | --------- |
| 2022 | Millor programa de televisió | Dígocho eu | Guanyador |